# Sonnengrün
Sonnengrün ist eine Wüstung auf dem Gemeindegebiet des Marktes Weidenberg im oberfränkischen Landkreis Bayreuth.

## Lage
Die Einöde lag auf einer Höhe von 737 m ü. NHN in einer kleinen Rodungsinsel inmitten des Sophienthaler Forstes etwa 600 Meter südöstlich von Neuhaus.

## Geschichte
Sonnengrün gehörte zur Realgemeinde Neuhaus. Gegen Ende des 18. Jahrhunderts bestand Sonnengrün aus zwei Anwesen. Die Hochgerichtsbarkeit stand dem bayreuthischen Stadtvogteiamt Bayreuth zu. Die Grundherr der beiden Halbgüter war das Amt Weidenberg.
Von 1797 bis 1810 unterstand der Ort dem Justiz- und Kammeramt Neustadt am Kulm. Mit dem Gemeindeedikt wurde Sonnengrün dem 1812 gebildeten Steuerdistrikt Warmensteinach und der zugleich gebildeten Ruralgemeinde Neuhaus zugewiesen. Mit dem Gemeindeedikt von 1818 erfolgte die Eingemeindung nach Sophienthal.
Laut einem Ortsverzeichnis von 1820 hatte Sonnengrün 13 Einwohner. Letztmals wurde der Ort in einem Ortsverzeichnis von 1867 erwähnt und in einem Positionsblatt um 1860 verzeichnet.

## Religion
Sonnengrün war evangelisch-lutherisch geprägt und nach St. Michael (Weidenberg) gepfarrt.